# JS Talangaï
El JS Talangaï es un equipo de fútbol de Congo-Brazzaville que milita en la Primera División del Congo, la liga de fútbol más importante del país.

## Historia
Fue fundado en la capital Brazzaville y nunca han sido campeones de la Primera División del Congo, aunque sí han sido campeones de copa en una ocasión en el año 2007 luego de vencer en la final al CARA Brazzaville 2-1. También fueron finalistas en el 2006, pero perdieron la final ante el Étoile du Congo 1-2.
A nivel internacional han participado en 2 torneos continentales, en donde nunca han superado la ronda preliminar, eliminado en ambas ocasiones por representantes de Camerún.

## Palmarés
- Copa de Congo de Fútbol: 1

2007

## Participación en competiciones de la CAF
| Temporada | Torneo                       | Ronda      | Club              | Casa | Visita | Global |
| --------- | ---------------------------- | ---------- | ----------------- | ---- | ------ | ------ |
| 2007      | Copa Confederación de la CAF | Preliminar | Les Astres FC     | 0-1  | 0-2    | 0-3    |
| 2008      | Copa Confederación de la CAF | Preliminar | Mount Cameroon FC | 2-1  | 1-4    | 3-5    |